# Z pekla štěstí
Pour plus de détails, voir Fiche technique et Distribution.
Z pekla štěstí (en français De l'enfer au bonheur), est un conte de fées tchèque réalisé par Zdeněk Troška en 1999, basé sur le conte de fées Český Honzo de Jan Drda. La musique est de Karel Svoboda.

## Synopsis
Un fermier a deux filles, l'une est une travailleuse et gentille, Markýtka et l'autre, Dora, est paresseuse, dominatrice et flamboyante. Honza, le fils d'une pauvre veuve (Milena Dvorská), travaille dans leur ferme. Markýtka tombe amoureuse de Honza au premier regard, tout comme Honza est tombé amoureux d'elle. Mais Dora le veut juste pour elle. Par dépit Dora soudoie le commandant des recruteurs pour que Honza parte à la guerre. Les recruteurs arrivent mais Honza s'enfuit vers une vieille cabane où vivent deux diables (Václav Vydra (cs) et Rudolf Kubík). Ils lui donnent un manteau qui rend une personne invisible, une sacoche qui appelle un nombre illimité de soldats et un tissu qui répand les meilleures friandises. En chemin, il rencontre trois amis, Kujbaba, Hnipirka et Valihrach, et tous les quatre se rendent dans la cité royale. Pendant ce temps, Dora chasse Markýtka hors de la ferme et elle se rend au château, où sert la marraine Marjánka. Au même moment, le roi Brambas arrive pour proposer la main de la princesse Euphrosyne. Brambas envoie plusieurs messages, mais la princesse ne veut pas de lui, alors il vient seul. Mais Euphrosyne a un autre fiancé, le redoutable dragon à trois têtes Bucifalus. La princesse Euphrosyne parle à Brambas de son fiancé, qu'elle lui montre ensuite. Un jour, Markytka lèche un os, et pour cela la princesse la condamne à la peine de mort qui menace dans le royaume, à savoir la pendaison à la potence en plein midi. Le lendemain midi, Honza et ses amis se rendent dans la cité royale sur les conseils de leur grand-mère, chez qui ils ont passé la nuit. Ils libèrent Markytka, mais le roi et la princesse voient tout et décident de libérer le dragon à trois têtes Bucifalus. Cependant, Honza tue le dragon et le roi se retrouve sans arme. Il promet à Honza la moitié du royaume et Euphrosyne comme épouse, mais quand Honza refuse, il l'endort et le jette en prison. Il veut aussi envoyer les amis de Honzo en prison. Les gens commencent à fuir le royaume. Le roi et la princesse fuient également. Brambas est vaincu par Honza avec l'aide des habitants. Le roi lui offre à nouveau la princesse et la moitié du royaume, mais comme le roi Lamprechtus n'a plus rien à commander, le peuple le prend ainsi que la princesse et les jette à l'eau. Alors Honza devient roi et Markýtka devient reine.
L'histoire à une suite avec le film Z pekla štěstí 2 (cs).

## Fiche technique
- Titre : Z pekla štěstí
- Réalisation : Zdeněk Troška
- Scénario : Zdeněk Troška et Jan Drda
- Musique : Karel Svoboda
- Photographie : Juraj Fándli
- Montage :
- Production : Marek Brodský (cs), Pavel Melounek et Jiří Pomeje (cs)
- Société de production : Fronda Film, Krátký film Praha (cs) et Whisconti
- Pays :  Tchéquie
- Genre : Aventure et fantastique
- Durée : 111 minutes
- Dates de sortie : 
  -  Tchéquie : 4 mars 1999

## Distribution
- Miroslav Šimůnek (cs) : Honza
- Michaela Kuklová : Markýtka
- Jana Krausová : la dame de la Cour
- Dana Morávková (cs) : Dora
- Radoslav Brzobohatý (cs) : le fermier
- Vladimír Brabec (cs) :  le roi Lamprechtus Úžasný
- Sabina Laurinová (cs) : la princesse Euphrosyne
- Daniel Hůlka (cs) : le roi Brambas
- Lukáš Vaculík (cs) : Kujbaba
- Ivo Themier : Hnipírek
- Karel Liebl : Valihrach